# La Higuera (Segovia)
La Higuera es una localidad española perteneciente al municipio de Espirdo, en la provincia de Segovia, comunidad autónoma de Castilla y León. En 2024 contaba con 228 habitantes. Situado en la Comunidad de Ciudad y Tierra de Segovia, fue agregado a Espirdo en 1974. En su término se encuentran los despoblados de El Olamazo y El Portillar.

## Toponimia

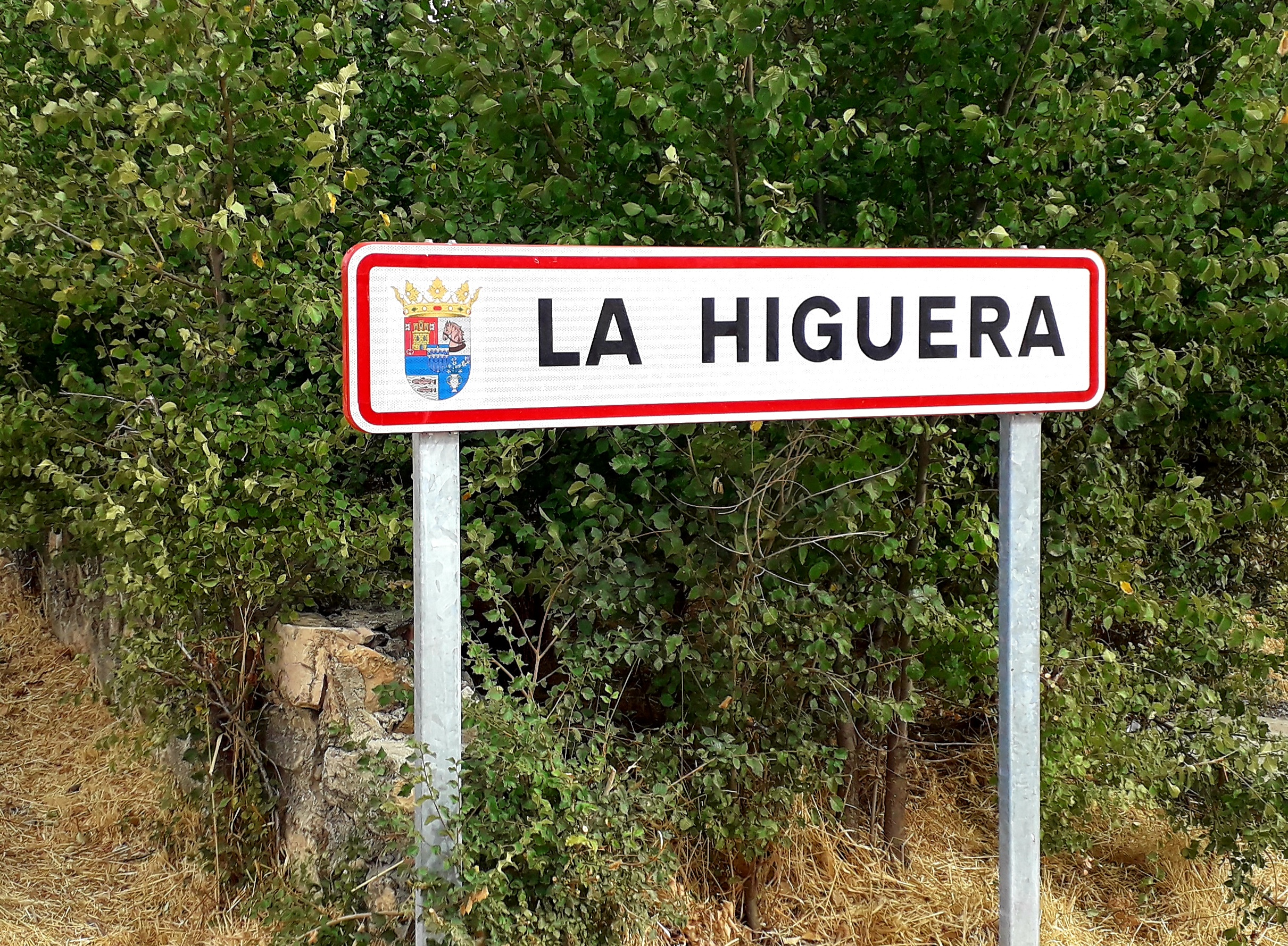
Nombre del municipio en la señal que indica la entrada a la zona urbanizada

Aparece mencionado como La Figuera en un documento del siglo XIII y aunque en 1591 ya se cita como La Higuera, se documentada como La Iguera en 1631 en el Censo de la Sal y en 1749 en el Catastro de Ensenada. Deriva del latín ficaria ‘higuera’, y este de ficus ‘higo’, y haría referencia a la presencia de este árbol en la zona.

### Leyenda
Cuenta la tradición oral que muchos años atrás el término estaba ocupado por enormes viñedos. En ellos vivían dos hermanas llamadas Santa Rita y Santa Quiteira. Sus maridos eran dueños de la zona vinícola y debido a ello bebían en exceso además de pagar sus frustraciones con aquellas. Las hermanas rogaban cada día al cielo que les librara de esa situación. Una pedía que lo modificara por tierra de higos, la otra deseaba que fuera de brevas. Y de pronto, como si de golpe de magia se tratase, un día se levantaron y vieron que todo su mundo había cambiado. Los viñedos desaparecieron y en su lugar quedó multitud de higueras que es la única planta que da dos frutos (higos y brevas). Dicha historia está recopilada en el libro de Ignacio Sanz, Etnografía Segoviana.

## Geografía

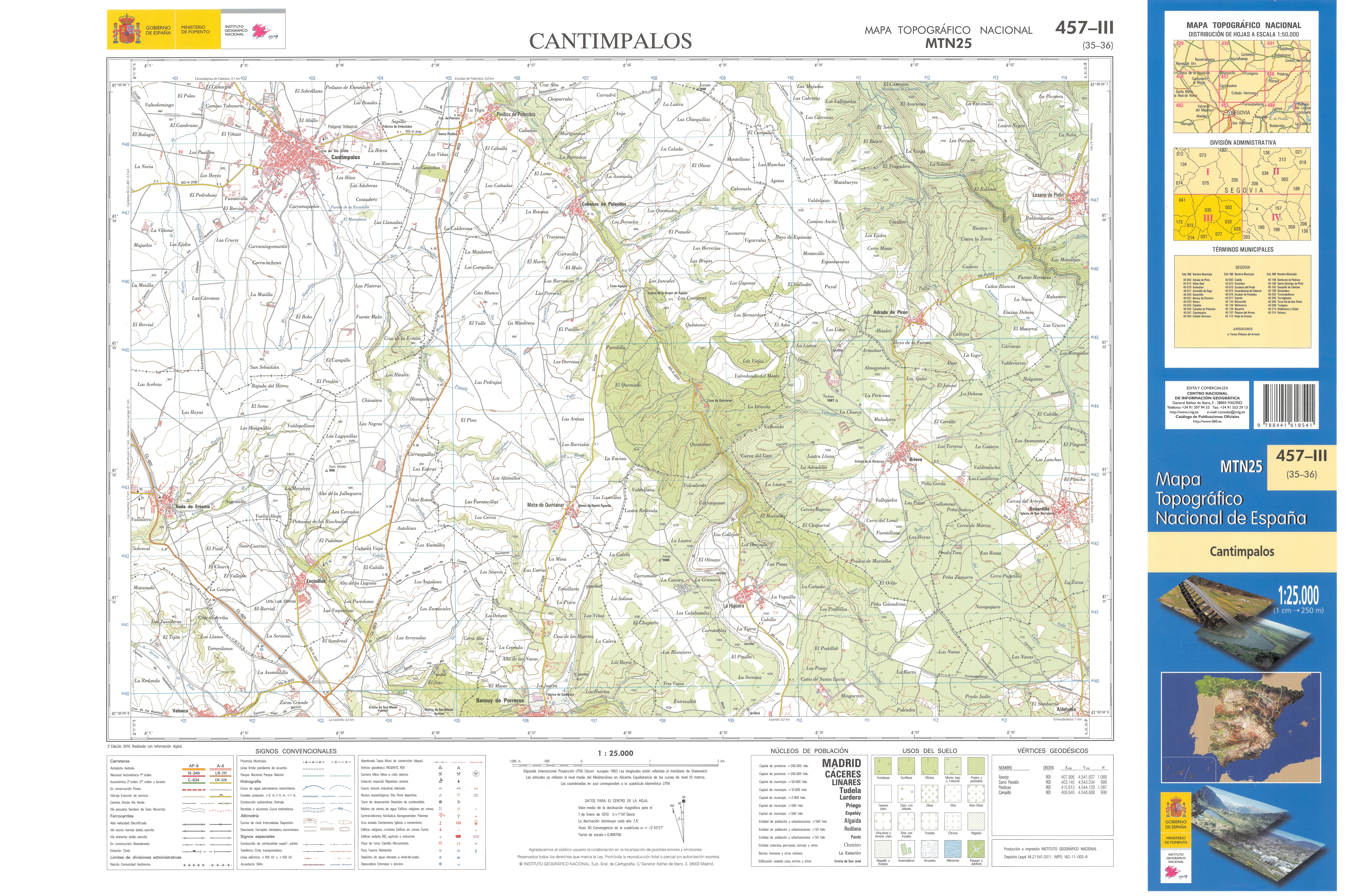
Fragmento de la hoja 457 del Mapa Topográfico Nacional de España de 2010 en el que se representa parte de La Higuera

Está situada a 7 kilómetros de Segovia y 2 de Espirdo.
La localidad tiene ubicada su zona urbanizada en las proximidades al río Polendos, siendo atravesado el pueblo por SG-V-2221 que conecta con la N-110 (y esta con la SG-20) en La Lastrilla y con y con la CL-603 y la SG-V-2115 en Pinillos de Polendos.
De La Higuera parte también una carretera sin clasificar que finaliza en la SG-P-2222 en Brieva.
| Noroeste: Mata de Quintanar, Cabañas de Polendos | Norte: Brieva, Cabañas de Polendos | Noreste: Brieva, Basardilla                 |
| Oeste: Bernuy de Porreros, Mata de Quintanar     |                                    | Este: Cabanillas del Monte, Torrecaballeros |
| Suroeste: Espirdo, Bernuy de Porreros            | Sur: Espirdo                       | Sureste: Espirdo, Torrecaballeros           |

Actualmente es junto a Tizneros (con la urbanización de Bellavista) y el casco original de Espirdo uno de los tres núcleos de población que conforman el municipio.

## Historia

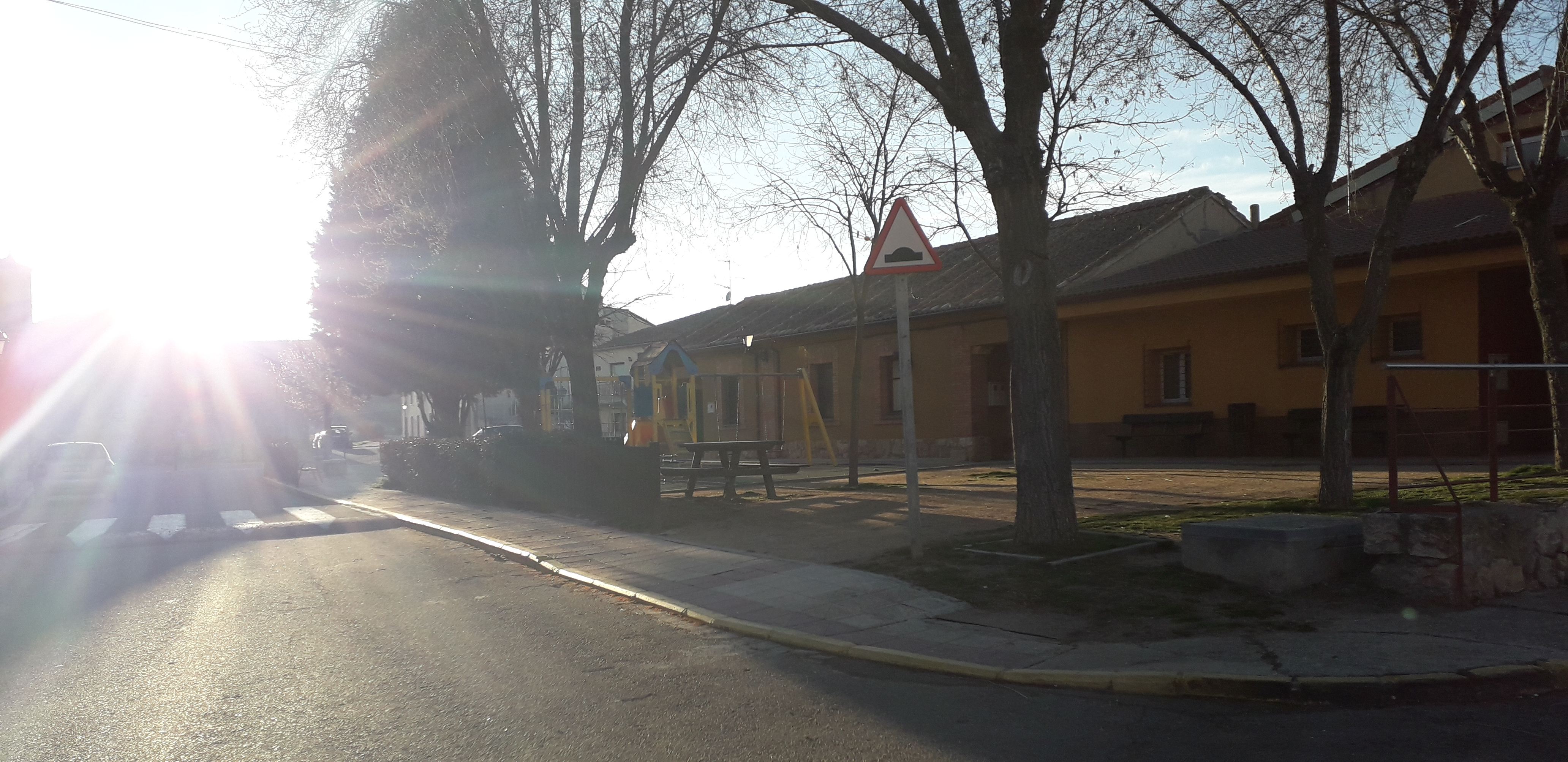
Parque

Fue fundado o repoblado durante la Reconquista a expensas de la Comunidad de Ciudad y Tierra de Segovia, quedando encuadrado desde entonces dentro de su Sexmo de San Lorenzo al que pertenece desde entonces.
Según el Censo de la Sal de 1631, La Iguera contaba con 12 vecinos, es decir, unidades familiares.
Fue un municipio independiente con ayuntamiento propio hasta el 11 de diciembre de 1974, pasando después a formar parte de Espirdo.

En 2003 se inició la creación del barrio de la urbanización de La Veguilla, situada junto a la SG-P-2221 en la entrada sur al pueblo, al que está físicamente unido.

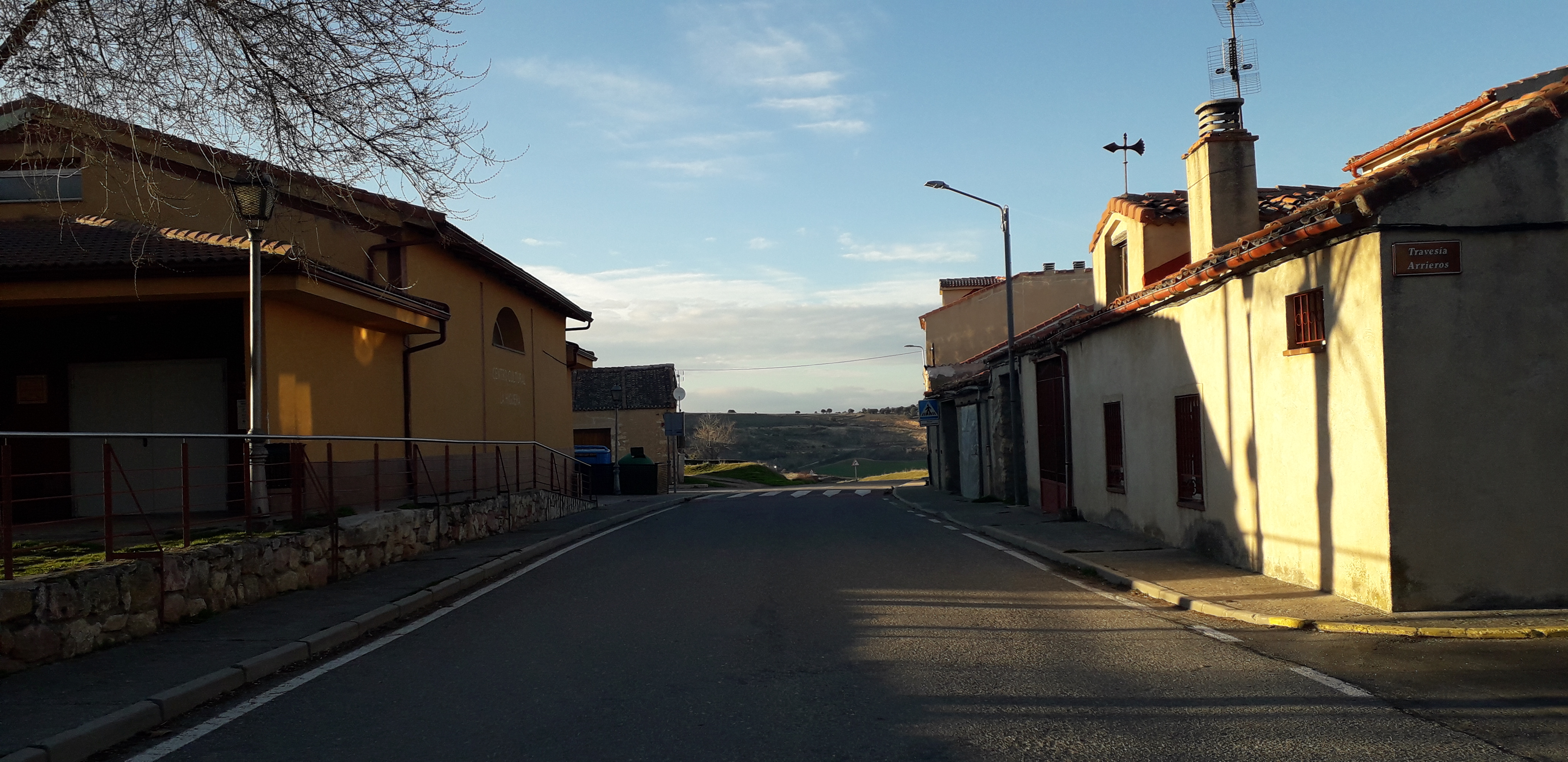
Calle

## Demografía
Evolución de la población
| Gráfica de evolución demográfica de La Higuera entre 1828 y 2021 |
| |
| Población según el Diccionario geográfico-estadístico de España y Portugal de Sebastián Miñano. Población de derecho (1842-1970, excepto 1857 y 1860 que es población de hecho) según los censos de población desde 1842 Población según Pedro Luis Siguero Llorente Población según el padrón municipal del INE. |

## Transportes

Plano Metropolitano Segovia donde aparecen las líneas a su paso por La Higuera

La Higuera forma parte de la red de transporte Metropolitano de Segovia que va recorriendo los distintos pueblos de la provincia.
| Línea | Trayecto                                                                                              |
| ----- | --- |
| M5    | Santo Domingo de Pirón - Segovia (por Bellavista, Tizneros, Espirdo, La Higuera, Brieva y Basardilla) |

## Cultura

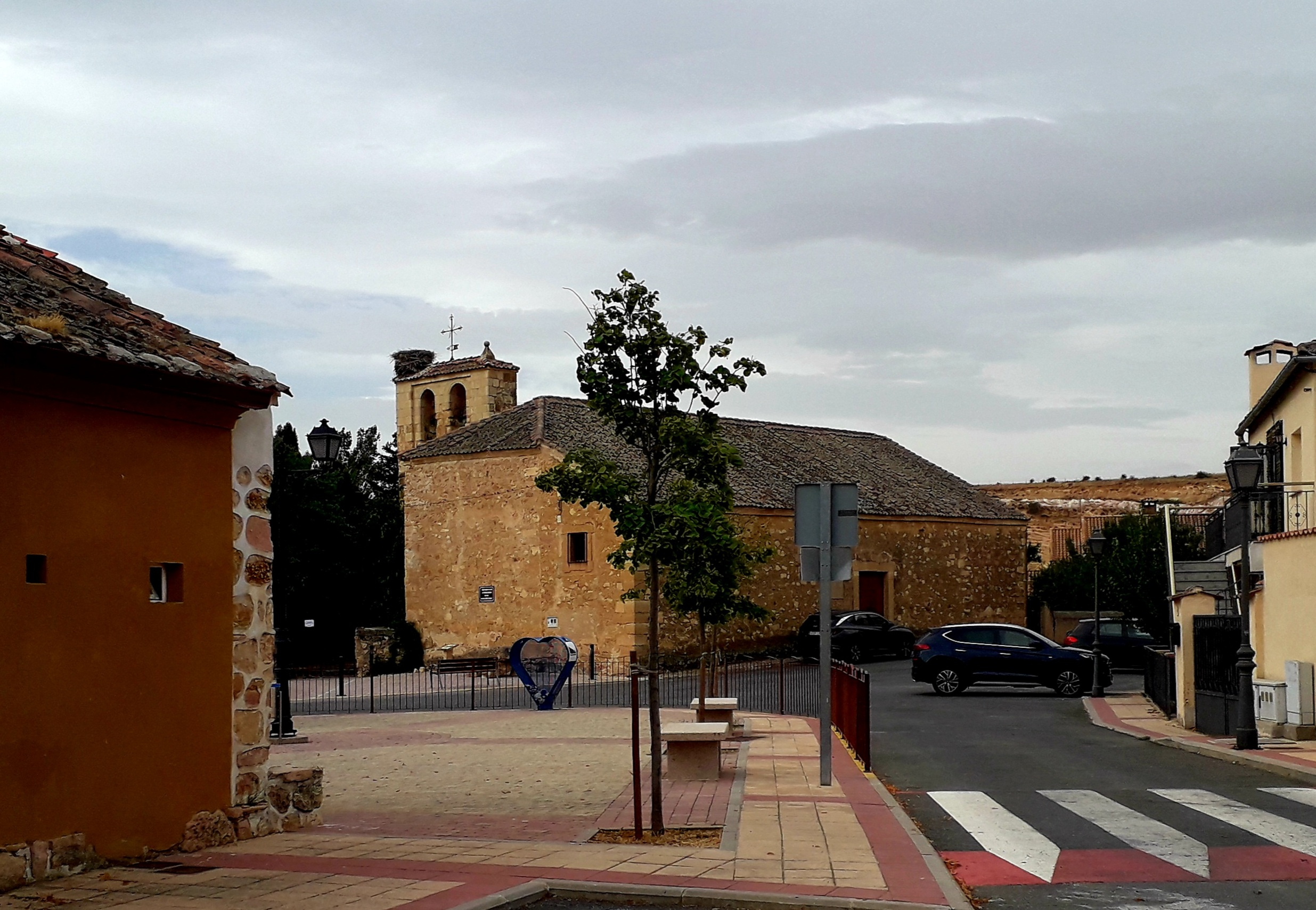
Iglesia de Santo Tomás

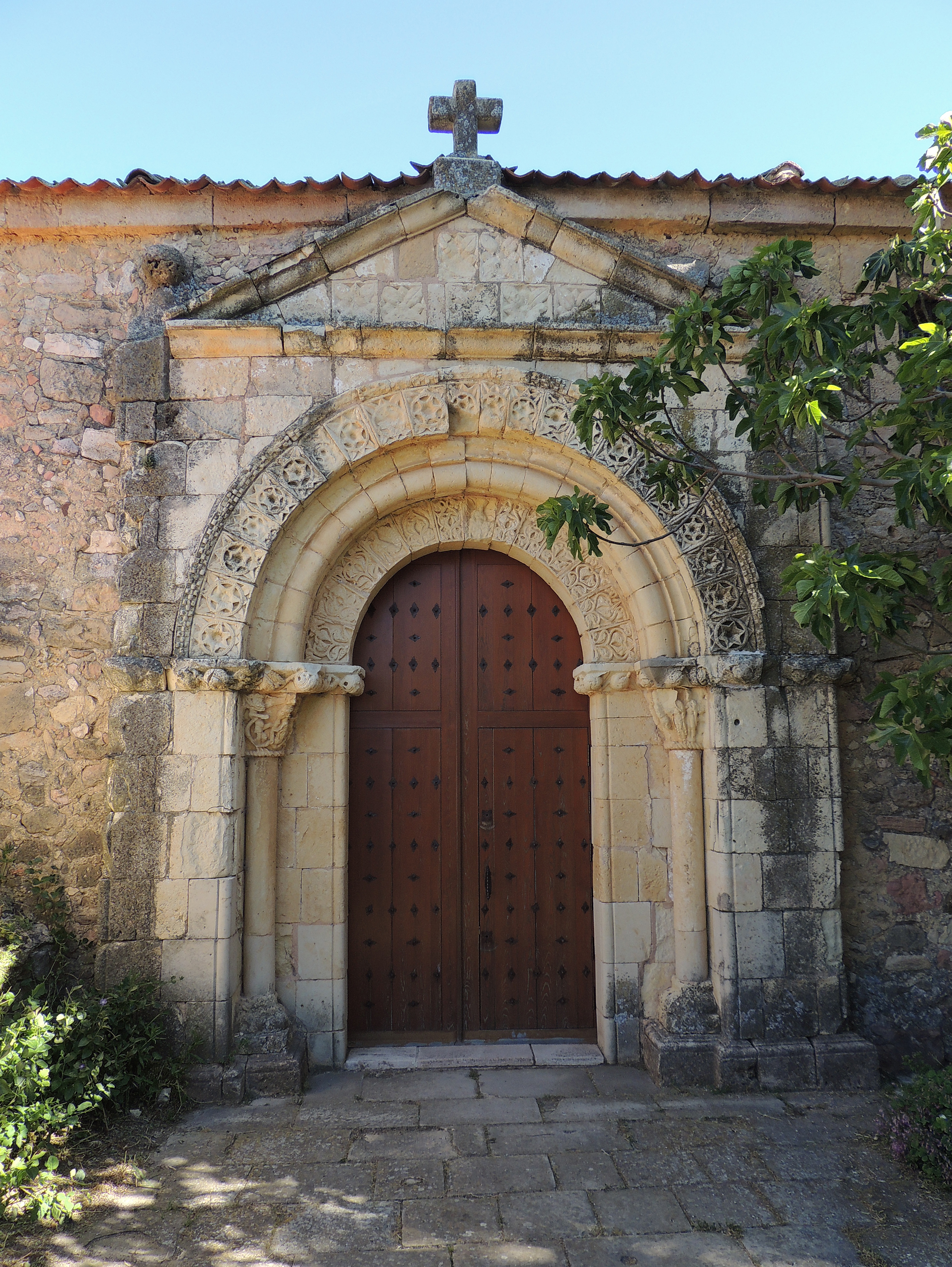
Portada de la iglesia

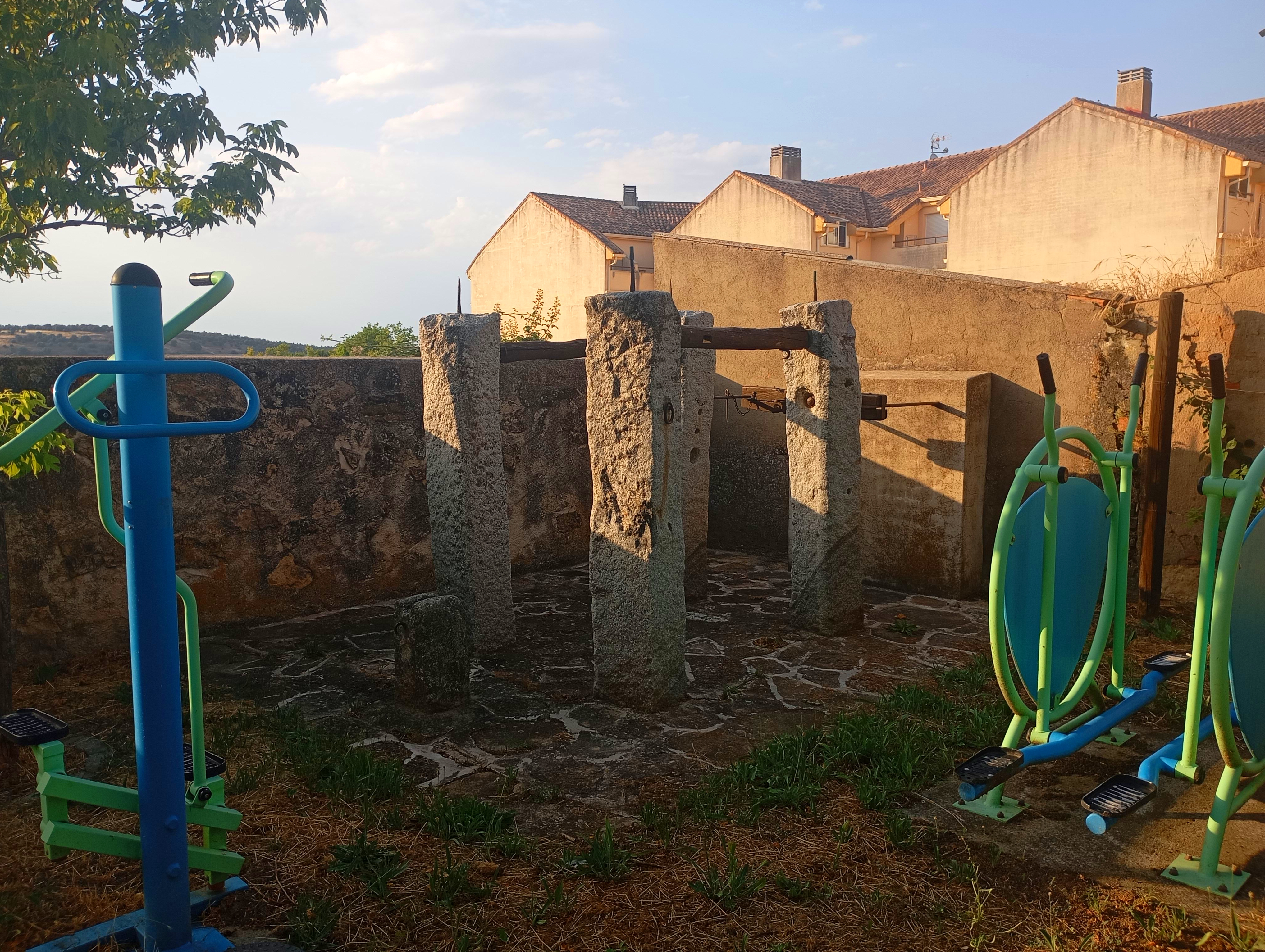
Potro de herrar de La Higuera en el parque del Corral del Concejo

### Patrimonio
- Iglesia de Santo Tomás.
- Yacimiento arqueológico de El Olmazo, perteneciente a la época Altomedieval y Bajomedieval.
- Yacimiento arqueológico de La Serrana, situado en dirección oeste, en la parte saliente del pueblo.
- Arco de la Calera, entre el paseo que va hacia Espirdo.
- Potro de herrar.

### Fiestas
- Santa Águeda, el 5 de febrero.
- San Antonio, el 13 de junio.
- Santo Tomás, el 3 de julio.
- La Virgen del Rosario, el 12 de octubre.
- Jornadas de Siega y Trilla el tercer fin de semana de julio.

### Leyendas
- Leyenda del Tuerto de Pirón. El Tuerto de Pirón era un bandolero nacido en la localidad cercana de Santo Domingo de Pirón. Fernando Delgado Sanz, apodado el Tuerto de Pirón, robaba a los ricos, asaltaba iglesias y caminos, el entorno de La higuera y Espirdo fue uno de los lugares donde tuvo actividad, asaltando a sus vecinos y robando su ganado porque además uno de los principales miembros de su banda era originario de Espirdo.[14]